# Echthromorpha ceramocare
Echthromorpha ceramocare är en stekelart som först beskrevs av Joseph Vachal 1907.  Echthromorpha ceramocare ingår i släktet Echthromorpha och familjen brokparasitsteklar. Inga underarter finns listade i Catalogue of Life.